# Eugène Sue
Eugène Sue (Paris, 20 de janeiro de 1804 - Annecy, 3 de agosto de 1857) foi um escritor francês. Autor de Les Mystères de Paris e Le Juif errant.
Filho de um distinto cirurgião da Armada francesa, sua madrinha foi a imperatriz Josefina de Beauharnais e seu padrinho Eugênio de Beauharnais. Estudou no Lycée Condorcet, sendo um aluno medíocre e turbulento. Por não ter obtido bons resultados nos estudos, seu pai o levou para ser aprendiz de cirurgião na Espanha, durante a expedição dos Cem Mil Filhos de São Luís, pela Grécia, em plena guerra da independência e estando Sue na Batalha de Navarino e nas Antilhas.
Aos 26 anos recebeu a herança de seu pai e, por ser elegante e sedutor, se tornou amante de muitas mulheres de Paris, ganhando o apelido de Beau Sue. Acabou com a fortuna deixada por seu pai em sete anos e passou a escrever para sobreviver.
Depois da Revolução de 1848, obteve um assento na Asamblea em abril de 1850. Em 1851 se pronunciou contra o golpe de estado dado por Napoleão III, o que resultou em seu exílio na França. Este exílio estimulou sua produção literária, contudo, a qualidade era inferior à de suas obras anteriores. Finalmente, morre em Annecy (Saboia) em 1857.

## Obras Principais e Bibliografia critica selecta
- El Gitano (1831)
- Atar-Gull (1831)
- Salamandre (1832)
- Histoire de la marine (1835)
- Latréaumont (1837)
- Arthur (1839)
- Mathilde (1841)
- Les Mystères de Paris (1842)
- Le Juif errant (1845)
- Les Sept Péchés capitaux (1847-1852)
- Mystères du peuple (1849)
- La Marquise Cornélia Alfi (1852)

Jéan-Louis Bory - Eugène Sue. Paris, 1965.
Umberto Eco - O super-homem das massas. Lisboa, Difel, 1990.